# Fußballsportverein Salmrohr 1986-1987
Questa voce raccoglie le informazioni riguardanti il Fußballsportverein Salmrohr nelle competizioni ufficiali della stagione 1986-1987.

## Stagione
Nella stagione 1986-1987 il Salmrohr, allenato da Robert Jung e Klaus Toppmöller, concluse il campionato di 2. Bundesliga al 20º posto.

## Rosa
| N. |                     | Ruolo | Calciatore        |
| -- | ------------------- | ----- | ----------------- |
|    | Germania (bandiera) | P     | Wolfgang Kleff    |
|    | Germania (bandiera) | P     | Alfred Wahlen     |
|    | Germania (bandiera) | P     | Helmut Wahlen     |
|    | Germania (bandiera) | D     | Dirk Hartmann     |
|    | Germania (bandiera) | D     | Peter Henkes      |
|    | Germania (bandiera) | D     | Michael Kaul      |
|    | Germania (bandiera) | D     | Manfred Plath     |
|    | Germania (bandiera) | D     | Alfred Schömann   |
|    | Germania (bandiera) | D     | Matthias Schömann |
|    | Germania (bandiera) | D     | Thomas Streit     |
|    | Germania (bandiera) | D     | Christoph Thiel   |
|    | Germania (bandiera) | C     | Reimund Brittner  |

| N. |                     | Ruolo | Calciatore         |
| -- | ------------------- | ----- | ------------------ |
|    | Germania (bandiera) | C     | Herbert Herres     |
|    | Germania (bandiera) | C     | Heinrich Irmisch   |
|    | Germania (bandiera) | C     | Werner Kartz       |
|    | Germania (bandiera) | C     | Christian Kulik    |
|    | Germania (bandiera) | C     | Michael Rütt       |
|    | Iran (bandiera)     | A     | Hamid Ali-Doosti   |
|    | Germania (bandiera) | A     | Klaus-Dieter Augst |
|    | Germania (bandiera) | A     | Norbert Rolshausen |
|    | Germania (bandiera) | A     | Edgar Schmitt      |
|    | Germania (bandiera) | A     | Klaus Toppmöller   |
|    | Germania (bandiera) | A     | Alfred Weyland     |

## Organigramma societario
Area tecnica
- Allenatore: Klaus Toppmöller
- Allenatore in seconda:
- Preparatore dei portieri:
- Preparatori atletici:

## Calciomercato

### Sessione estiva
| Acquisti | Acquisti           | Acquisti                | Acquisti |
| R.       | Nome               | da                      | Modalità |
| -------- | ------------------ | ----------------------- | -------- |
| C        | Christian Kulik    | Chur                    |          |
| A        | Hamid Ali-Doosti   | Homa                    |          |
| D        | Peter Henkes       | Sportfreunde Eisbachtal |          |
| D        | Michael Kaul       | Duisburg                |          |
| P        | Wolfgang Kleff     | Bochum                  |          |
| A        | Norbert Rolshausen | Sedan                   |          |

| Cessioni | Cessioni         | Cessioni            | Cessioni |
| R.       | Nome             | a                   | Modalità |
| -------- | ---------------- | ------------------- | -------- |
| A        | Bernd Hölzenbein | Vikt. Aschaffenburg |          |

### Sessione invernale
| Acquisti | Acquisti | Acquisti | Acquisti |
| R.       | Nome     | da       | Modalità |
| -------- | -------- | -------- | -------- |

| Cessioni | Cessioni | Cessioni | Cessioni |
| R.       | Nome     | a        | Modalità |
| -------- | -------- | -------- | -------- |

## Risultati

### 2. Bundesliga

#### Girone di andata
| Arbitro: | Föckler |

|             |           |             |
| Schmitt 47’ | Marcatori | 64’ Günther |

| Arbitro: | Jupe |

|  |           |                         |
|  | Marcatori | 4’ Rolshausen 90’ Augst |

| Arbitro: | Gochermann |

|                                    |           |  |
| Bargfrede 63’ Golke 72’ Zander 88’ | Marcatori |  |

| Arbitro: | Neumann |

|                            |           |                                  |
| Schmitt 79’ Rolshausen 85’ | Marcatori | 10’ Linz 78’ Glöde 83’ Metschies |

| Arbitro: | Rubel |

|                          |           |            |
| Hobday 7’ Kurtenbach 12’ | Marcatori | 1’ Schmitt |

| Arbitro: | Fux |

|                               |           |                                             |
| Rolshausen 20’ Ali-Doosti 51’ | Marcatori | 11’, 67’ van Roon 71’ Krella 83’ Krstičević |

| Arbitro: | Tritschler |

|                                 |           |  |
| Todzi 64’ Sorg 72’ Glückler 83’ | Marcatori |  |

| Arbitro: | Löwer |

|  |           |                                                        |
|  | Marcatori | 5’ Hecking 62’ Bönisch 86’ Sippel 90’ Kuhn 90’ Zientek |

| Arbitro: | Neuner |

|                                    |           |                       |
| Lemke 25’ Helmes 60’ Gede 70’, 82’ | Marcatori | 14’ Schmitt 55’ Augst |

| Arbitro: | Birlenbach |

|                                   |           |                                |
| Weyland 51’ (rig.) Ali-Doosti 60’ | Marcatori | 53’ Tschiskale 56’ Falkenstein |

| Arbitro: | Müller |

|                                             |           |  |
| Ellmerich 9’ (rig.), 42’ (rig.) Pospich 58’ | Marcatori |  |

| Arbitro: | Broska |

|                |           |                    |
| Ali-Doosti 55’ | Marcatori | 48’ Löw 65’ Schulz |

| Arbitro: | Harder |

|          |           |  |
| Ruof 69’ | Marcatori |  |

| Arbitro: | Bodmer |

|             |           |              |
| Weyland 47’ | Marcatori | 68’ Golombek |

| Arbitro: | Föckler |

|                        |           |                            |
| Lindenau 33’ Šalov 57’ | Marcatori | 28’ Ali-Doosti 56’ Schmitt |

| Arbitro: | Richmann |

|  |           |                                      |
|  | Marcatori | 24’, 47’ Kuhl 78’ Gutzler 90’ Trares |

| Arbitro: | Boos |

|                                              |           |                          |
| Regenbogen 21’ Buschmann 54’ Bast 83’ (rig.) | Marcatori | 38’ Rolshausen 78’ Augst |

| Arbitro: | Matheis |

|                          |           |  |
| Rolshausen 13’ Augst 74’ | Marcatori |  |

| Arbitro: | Barnick |

|                                |           |           |
| Reich 10’, 74’ Grillemeier 57’ | Marcatori | 16’ Augst |

#### Girone di ritorno
| Arbitro: | Merk |

|             |           |  |
| Glesius 71’ | Marcatori |  |

| Arbitro: | Neuner |

|                                      |           |                                          |
| Augst 18’, 70’ Rolshausen 35’ (rig.) | Marcatori | 73’ Demange 74’ Schlegel 81’ Hintermaier |

| Arbitro: | Bauer |

|                |           |                      |
| Rolshausen 60’ | Marcatori | 25’ Wenzel 55’ Klaus |

| Arbitro: | Retzmann |

|                                                       |           |  |
| Linz 20’, 68’ (rig.) Helmer 56’ Jursch 58’ Marmon 60’ | Marcatori |  |

| Arbitro: | Gochermann |

|                          |           |                            |
| Augst 39’ Rolshausen 85’ | Marcatori | 32’ Streich 37’ Kurtenbach |

| Arbitro: | Kautschor |

|                                                                              |           |          |
| Baranowski 18’ Gothe 29’ Hartmann 43’ (aut.) Krella 50’, 81’ Pickenäcker 75’ | Marcatori | 5’ Augst |

| Arbitro: | Werner |

|               |           |          |
| Augst 5’, 16’ | Marcatori | 9’ Rudić |

| Kassel 4 aprile 1987, ore 15:00 CEST 27ª giornata | Hessen Kassel | 0 – 0 referto | Salmrohr | Auestadion (2 500 spett.)\| Arbitro: \| Kasper \| |
| Arbitro:                                          | Kasper        |               |          |                                                   |

| Arbitro: | Bauer |

|                                             |           |  |
| Ali-Doosti 5’, 33’ Rolshausen 48’ Kartz 69’ | Marcatori |  |

| Arbitro: | Steffens |

|                                       |           |                         |
| Kügler 48’ Siewert 81’ Tschiskale 89’ | Marcatori | 11’ Kaul 74’ Rolshausen |

| Salmtal 25 aprile 1987, ore 15:00 CEST 30ª giornata | Salmrohr | 0 – 0 referto | Eintracht Braunschweig | Salmtalstadion (1 800 spett.)\| Arbitro: \| Krug \| |
| Arbitro:                                            | Krug     |               |                        |                                                     |

| Arbitro: | Boos |

|                      |           |                |
| Weber 52’ Schaub 61’ | Marcatori | 66’ Ali-Doosti |

| Arbitro: | Schäfer |

|             |           |              |
| Schömann 4’ | Marcatori | 90’ Notthoff |

| Arbitro: | Heitmann |

|                                                    |           |  |
| Schacht 2’ Gerstner 11’ Westerwinter 17’ Grahl 20’ | Marcatori |  |

| Arbitro: | Müller |

|                |           |         |
| Rolshausen 54’ | Marcatori | 3’ Friz |

| Arbitro: | Gangkofer |

|                                                                  |           |  |
| Labbadia 15’ Gutzler 40’, 45’, 62’, 84’, 85’ Trares 58’ Kuhl 89’ | Marcatori |  |

| Arbitro: | Bodmer |

|                     |           |                          |
| Ali-Doosti 33’, 72’ | Marcatori | 19’ Laibach 58’ Heitkamp |

| Arbitro: | Assenmacher |

|                          |           |                          |
| Steininger 76’ Hotić 90’ | Marcatori | 27’ Kulik 40’ Rolshausen |

| Arbitro: | Jupe |

|                                                              |           |                                                       |
| Augst 52’ Ali-Doosti 55’ Rolshausen 65’ Plath 87’ Herres 90’ | Marcatori | 24’ Gue 38’ Hartmann 42’ Dammeier 51’ Giesel 83’ Wulf |

## Statistiche

### Statistiche di squadra
| Competizione  | Punti | In casa | In casa | In casa | In casa | In casa | In casa | In trasferta | In trasferta | In trasferta | In trasferta | In trasferta | In trasferta | Totale | Totale | Totale | Totale | Totale | Totale | DR  |
| Competizione  | Punti | G       | V       | N       | P       | Gf      | Gs      | G            | V            | N            | P            | Gf           | Gs           | G      | V      | N      | P      | Gf     | Gs     | DR  |
| ------------- | ----- | ------- | ------- | ------- | ------- | ------- | ------- | ------------ | ------------ | ------------ | ------------ | ------------ | ------------ | ------ | ------ | ------ | ------ | ------ | ------ | --- |
| 2. Bundesliga | 21    | 19      | 3       | 10      | 6       | 32      | 39      | 19           | 1            | 3            | 15           | 16           | 55           | 38     | 4      | 13     | 21     | 48     | 94     | -46 |
| Totale        | 21    | 19      | 3       | 10      | 6       | 32      | 39      | 19           | 1            | 3            | 15           | 16           | 55           | 38     | 4      | 13     | 21     | 48     | 94     | -46 |

### Andamento in campionato
| Giornata  | 1 | 2 | 3  | 4  | 5  | 6  | 7  | 8  | 9  | 10 | 11 | 12 | 13 | 14 | 15 | 16 | 17 | 18 | 19 | 20 | 21 | 22 | 23 | 24 | 25 | 26 | 27 | 28 | 29 | 30 | 31 | 32 | 33 | 34 | 35 | 36 | 37 | 38 |
| --------- | - | - | -- | -- | -- | -- | -- | -- | -- | -- | -- | -- | -- | -- | -- | -- | -- | -- | -- | -- | -- | -- | -- | -- | -- | -- | -- | -- | -- | -- | -- | -- | -- | -- | -- | -- | -- | -- |
| Luogo     | C | T | T  | C  | T  | C  | T  | C  | T  | C  | T  | C  | T  | C  | T  | C  | T  | C  | T  | T  | C  | C  | T  | C  | T  | C  | T  | C  | T  | C  | T  | C  | T  | C  | T  | C  | T  | C  |
| Risultato | N | V | P  | P  | P  | P  | P  | P  | P  | N  | P  | P  | P  | N  | N  | P  | P  | V  | P  | P  | N  | P  | P  | N  | P  | V  | N  | V  | P  | N  | P  | N  | P  | N  | P  | N  | N  | N  |
| Posizione | 8 | 4 | 12 | 14 | 17 | 19 | 19 | 20 | 20 | 20 | 20 | 20 | 20 | 20 | 20 | 20 | 20 | 20 | 20 | 20 | 20 | 20 | 20 | 20 | 20 | 20 | 20 | 20 | 20 | 20 | 20 | 20 | 20 | 20 | 20 | 20 | 20 | 20 |

Legenda:

Luogo: C = Casa; T = Trasferta. Risultato: V = Vittoria; N = Pareggio; P = Sconfitta.

### Statistiche dei giocatori
| H. Ali-Doosti | 30 | 10 | 0  | 0 |
| K. Augst      | 36 | 12 | 1  | 0 |
| R. Brittner   | 29 | 0  | 2  | 0 |
| D. Hartmann   | 16 | 0  | 3  | 0 |
| P. Henkes     | 24 | 0  | 3  | 0 |
| H. Herres     | 34 | 1  | 9  | 0 |
| H. Irmisch    | 18 | 0  | 0  | 0 |
| W. Kartz      | 24 | 1  | 2  | 1 |
| M. Kaul       | 19 | 1  | 0  | 1 |
| W. Kleff      | 25 | 0  | 2  | 0 |
| C. Kulik      | 14 | 1  | 0  | 0 |
| M. Plath      | 33 | 1  | 6  | 0 |
| N. Rolshausen | 29 | 13 | 3  | 2 |
| M. Rütt       | 0  | 0  | 0  | 0 |
| E. Schmitt    | 31 | 5  | 6  | 0 |
| A. Schömann   | 15 | 1  | 4  | 0 |
| M. Schömann   | 26 | 0  | 6  | 0 |
| T. Streit     | 9  | 0  | 2  | 0 |
| C. Thiel      | 1  | 0  | 0  | 0 |
| K. Toppmöller | 31 | 0  | 10 | 0 |
| A. Wahlen     | 11 | 0  | 0  | 0 |
| H. Wahlen     | 2  | 0  | 0  | 0 |
| A. Weyland    | 32 | 2  | 8  | 0 |